# Palazzo José Bonifácio
Il Palazzo José Bonifácio è un edificio storico della città di Santos, in Brasile, di cui ospita la sede comunale.

## Storia
Il palazzo, progettato dall'architetto Plínio Botelho, venne realizzato nel 1937 e inaugurato il 26 gennaio 1939 come sede comunale e per ospitare le sedute dell'assemblea comunale cittadina.